# 余文
余文（1377年—？），字孟質，福建興化府莆田縣連江里第六圖人，明朝政治人物。進士出身。

## 生平
福建鄉試十三名。永樂十年（1412年）壬辰科會試十二名，殿試登進士第三甲第十三名。

## 家族
曾祖余廷秀。祖父余復之。父亲余俊卿。